# Манджиев, Михаил Бадма-Гаряевич
Михаил Бадма-Гаряевич Манджиев (13 марта 1947 — 1 января 2020) — советский и российский сотрудник госбезопасности, генерал-майор в отставке.

## Биография
Михаил Манджиев родился 13 марта 1947 года в селе Новочернореченское Козульского района Красноярского края в семье ветеранов Великой Отечественной войны. Его отец принимал участие в обороне Ленинграда, командуя взводом огневой поддержки, а мама, будучи зенитчицей, освобождала белорусский Гомель. С детства увлекался фильмами и книгами о войне и разведчиках. Восхищался подвигами Рудольфа Абеля и Рихарда Зорге.
С 1966 года по 1970 год учался в Астраханском государственном педагогическом институте по специальности «Преподаватель русского языка и литературы». После его окончания преподавал в Ахтубинской восьмилетней школе.
С 1970 года по 1971 гг. служил в рядах Советской армии. С 1972 года по 1974 года работал в Калмыцком обкоме ВЛКСМ. Там получил рекомендацию для работы в КГБ.
С 1974 года служил в органах государственной безопасности. Начинал с должности оперуполномоченного. Также являлся министром безопасности Республики Калмыкия.
С 1993 года по 1995 года — на руководящих должностях в Центральном Аппарате ФСБ России в городе Москве. С 1995 года по 1996 год являлся официальным представителем ФСБ России в Монголии, с 1996 года по 1999 год был заместителем начальника УФСБ России по Волгоградской области. В августе 1999 года вышел в отставку в звании генерал-майора по достижении предельного возраста службы в органах государственной безопасности. Кроме того, Манджиев являлся Почётным председателем Союза ветеранов органов безопасности Республики Калмыкия.
В 2015 году Михаилу Маджиеву было присвоено звание Почётного гражданина Республики Калмыкия.
Скончался после продолжительной болезни 1 января 2020 года.

## Семья
- Жена — Надежда Цереновна.
- Дочь — Саглара. Зять — Сергей.
- Внуки — Айс и Михаил. Внучка — Ольга[1].

## Награды и звания
- орден Красной Звезды
- медаль ФСБ России «За отличие в военной службе» I степени
- медаль «За безупречную службу» III степени
- медаль «За безупречную службу» II степени
- звание «Почётный гражданин Республики Калмыкия» (2015).